# München Hauptbahnhof

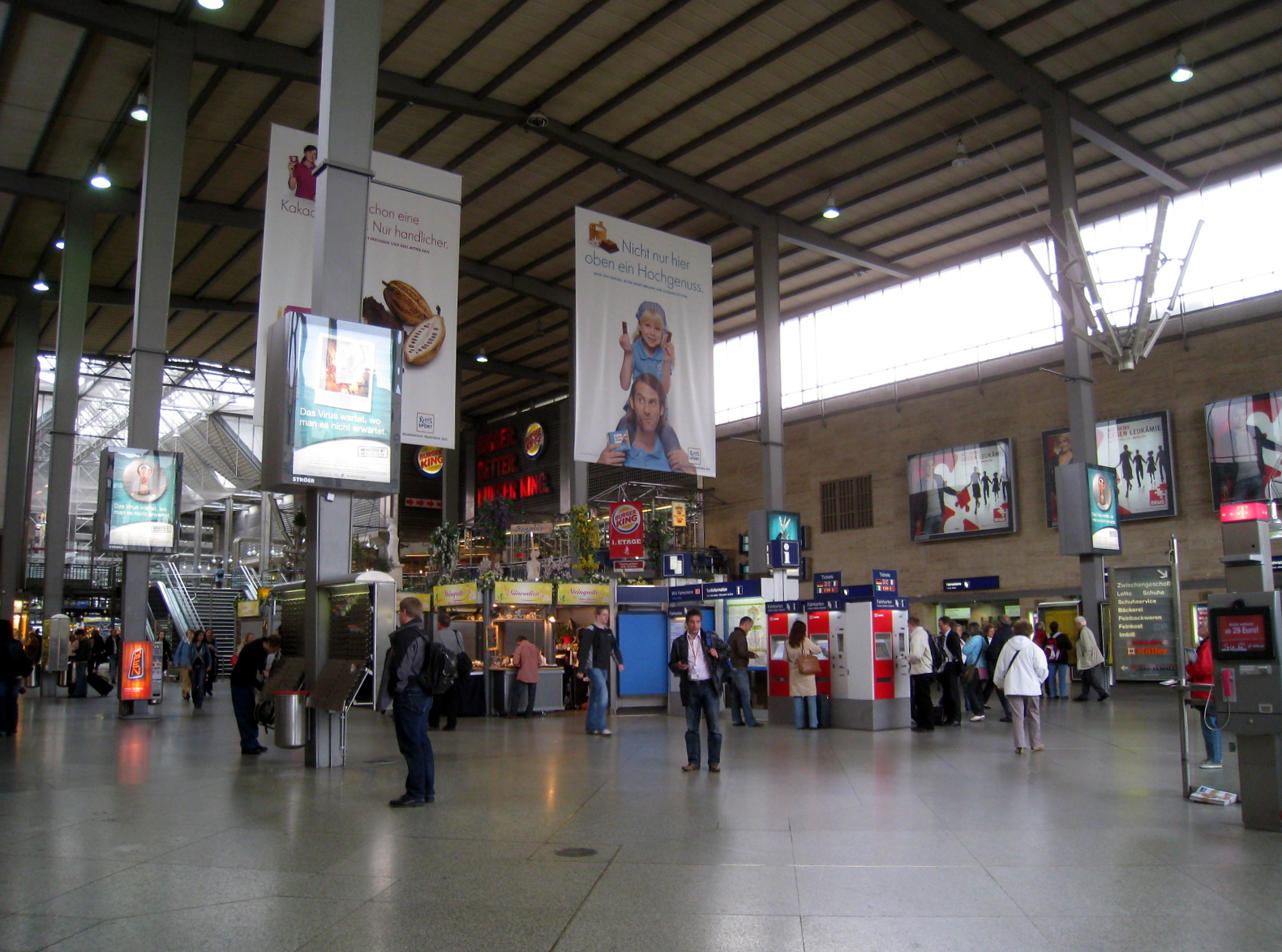
Insidan av stationen

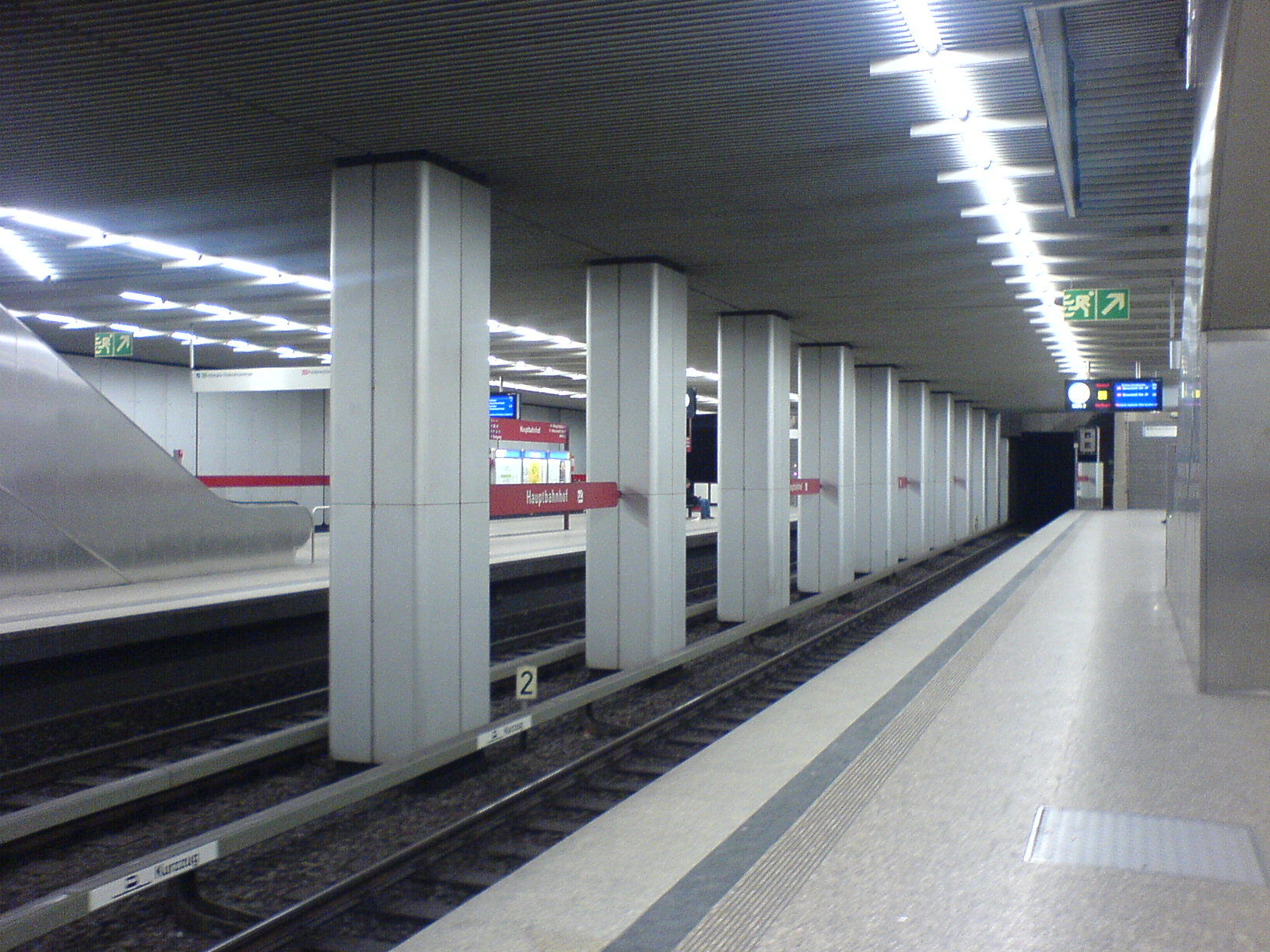
Perronger för tunnelbanans linje U1 och U2.

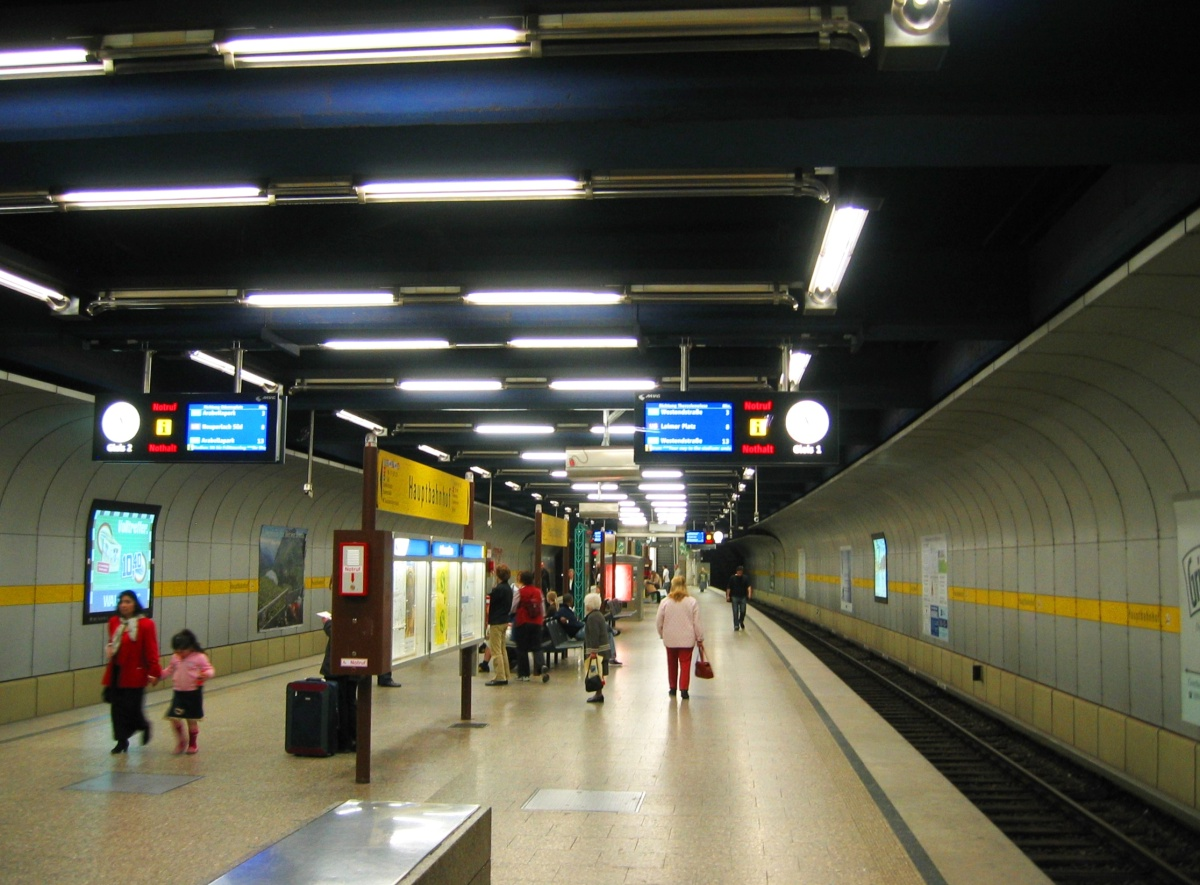
Perronger för tunnelbanans linje U4 och U5 på München Hauptbahnhof.

München Hauptbahnhof är den viktigaste järnvägsstationen i München och även i Bayern. Det är ungefär 350 000 resande varje dag. Bara Hamburg har fler och Frankfurt am Main har lika många. Den är med sina 32 spår ovan jord och två under jord den centralstation i Tyskland med flest huvudspår. Den är den klart viktigaste av Münchens tre fjärrtågsstationer (de andra är Bahnhof München-Pasing och Bahnhof München Ost). Snabbtågen på Höghastighetslinjen Berlin–München startar här.

## Historia
En första provisorisk centralstation öppnades 1839 på sträckan München - Lochhaysen. 1840 förlängdes denna sträcka till Augsburg. 1847 brann denna station ner vid en storbrand. En ny station byggdes 1847-1849 efter Friedrich Bürkleins ritningar. 1858 tillkom en ny sträcka till Landshut och 1859 till Nürnberg. 1876-1884 följde en komplett ombyggnad och 1904 fick stationen sitt nuvarande namn München Hauptbahnhof. Stationen fick omfattande skador genom bombningar under andra världskriget. 1958-1960 följde byggandet av en ny centralstation där gamla delar integrerades. 1967-1972 följde byggandet av pendeltågssträckor (S-Bahn) och 1980 öppnades tunnelbanan sin station.